# Havet (Duo)
Havet (Eigenschreibweise: HAVET) ist ein deutsches Musikduo aus Augsburg. Es besteht aus den Geschwistern Mimi Elisabeth und Josefin Elvira Vogler (* 10. Juli 2003 und 9. Juni 2005), bekannt geworden als Mimi & Josy. 2019 gewannen sie die 7. Staffel der deutschen Musik-Castingshow The Voice Kids als erstes Duo in der Geschichte der Fernsehsendung.

## Karriere

### The Voice Kids
2019 nahmen die beiden an der siebten Staffel der Castingshow The Voice Kids teil. Mit ihrer Blind Audition überzeugten sie alle Coaches und entschieden sich für die Countrysänger The BossHoss. In den Battles setzten sie sich gegen ihre Kontrahenten Greta sowie Kimberley durch. In den Sing-Offs entschieden The BossHoss sich dafür, beide ins Finale zu schicken. Zum viralen Hit wurde ihre Version des Radiohead-Klassikers Creep, der über 100 Millionen Mal (Stand Dezember 2023) bei YouTube abgerufen wurde.
In der Liveshow setzten sich Mimi & Josy gegen Erik durch und gewannen im Zuschauervoting. Im Finale interpretierten sie Nothing Compares 2 U von Prince, bekannt geworden in der Interpretation von Sinéad O’Connor.
2020 waren die beiden erneut Teil der TV-Sendung The Voice Kids, wo sie als Backstage-Moderatorinnen Einblicke hinter der Kulisse und nebenbei Kostproben ihrer eigenen, bislang unveröffentlichten Songs gaben.

### Nach The Voice Kids
Nach ihrem Sieg nahmen sie mit The BossHoss ihre erste Single Little Help auf, die am 3. Mai 2019 veröffentlicht wurde. Für die Single benannte sich das Duo, das während The Voice Kids als Mimi & Josefin bekannt wurde, in Mimi & Josy um. Am Morgen des Veröffentlichungstages traten die beiden in der Morgensendung Sebastian Winkler und die Frühaufdreher von Bayern 3 auf, wo sie die Single erstmals im Radio hörten. Am Nachmittag spielten sie ein kostenloses Konzert in ihrer Heimatstadt Augsburg mit anschließendem Meet & Greet.
Die Single erreichte Platz 32 der deutschen Charts und Platz 41 in der Schweizer Hitparade.
Im Laufe des Jahres 2019 traten sie auf mehreren großen Veranstaltungen wie dem Augsburger Presseball und der Hope-Gala in Dresden auf. Im September traten sie als Vorband von Michael Patrick Kelly vor 10000 Zuschauern auf dem Münchner Königsplatz auf.
Am 24. April 2020 veröffentlichten sie ihre erste eigene Single What Are We Afraid Of.
Im Herbst 2020 komponierten und interpretierten sie den Titelsong Einmal reisen zum Kinofilm Jim Knopf und die Wilde 13.

### Umbenennung in Havet
Mimi & Josy traten ab Mitte 2022 als HAVET auf. Sie veröffentlichten am 3. Juni 2022 ihre erste Single Child unter diesem Namen. Eine zweite Single namens Toxic erschien am 21. Juli. Am 11. August folgte die EPs Mama’s Lullaby.

## Privates
Mimi und Josefin Vogler sind Schwestern. Sie sind die Töchter der Sopranistin Hélène Lindqvist und des Musikprofessors Philipp Vogler. Sie besuchten zum Zeitpunkt ihres ersten Medienerfolges (2019) die Maria-Ward-Realschule Augsburg.

## Diskografie

### Als Havet
EPs
- 2022: Mamas Lullaby

Singles
- 2022: Child
- 2022: Toxic

### Als Mimi & Josy
Singles
- 2019: Little Help (feat. The BossHoss)
- 2019: Being Home (feat. Michael Schulte)
- 2020: What Are We Afraid Of
- 2020: Einmal reisen (aus Jim Knopf und die Wilde 13)

## Auszeichnungen für Musikverkäufe
Anmerkung: Auszeichnungen in Ländern aus den Charttabellen bzw. Chartboxen sind in ebendiesen zu finden.
| Land/RegionAuszeichnungen für Musikverkäufe (Land/Region, Auszeichnungen, Verkäufe, Quellen) | Gold  | Platin | Verkäufe | Quellen           |
| -------------------------------------------------------------------------------------------- | ----- | ------ | -------- | ----------------- |
| Deutschland (BVMI)                                                                           | Gold1 | —      | 200.000  | musikindustrie.de |
| Insgesamt                                                                                    | Gold1 | —      |          |                   |